# Église Saint-Martin d'Embry
L'église Saint-Martin est située à Embry, dans le département français du Pas-de-Calais.